# Bhagavata Mela

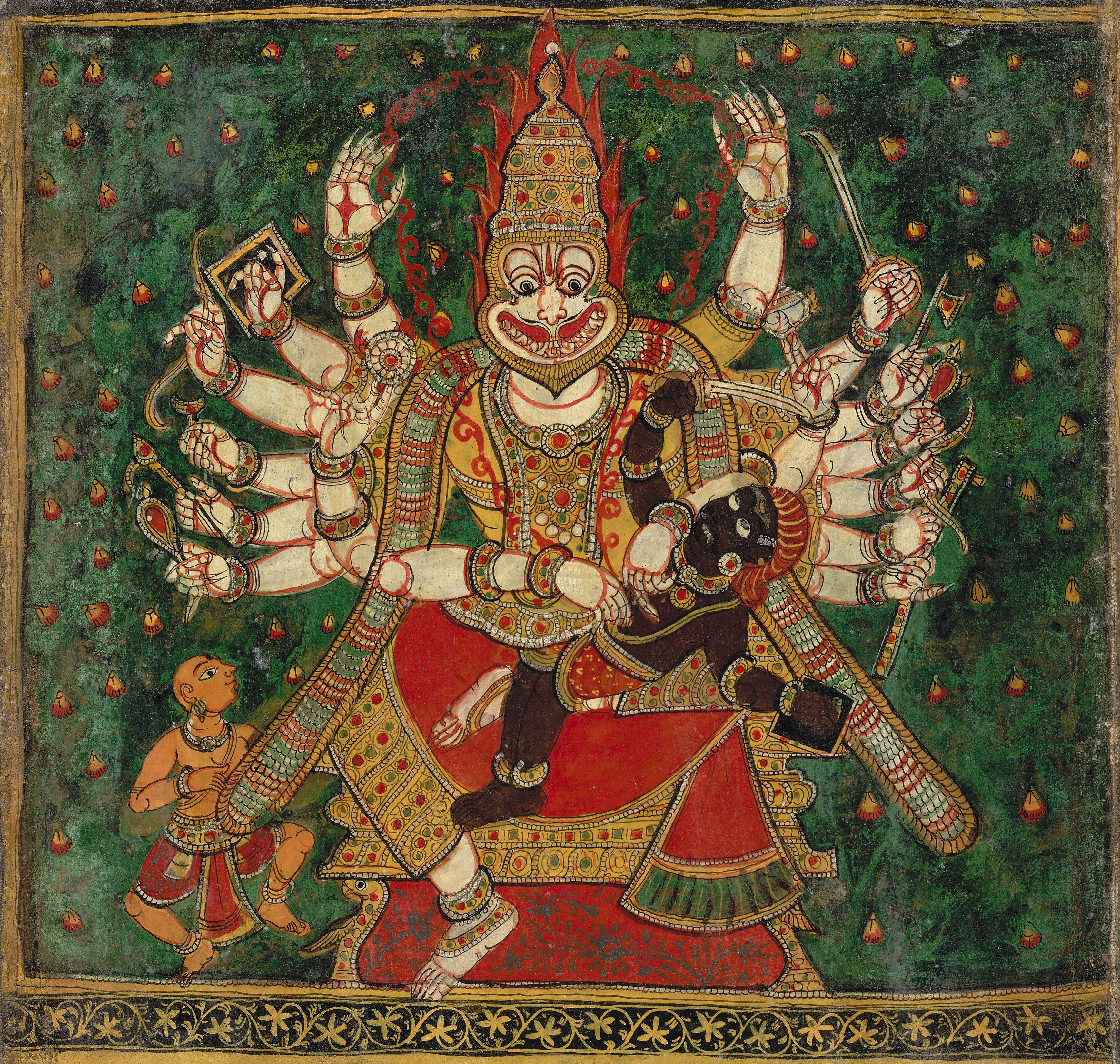
Narasimha tötet Hiranyakashipu auf seinen Knien. Links unten ehrfurchtsvoll der junge Prahlada. Südindische Ölmalerei, 18. Jahrhundert

Bhagavata Mela, Bhāgavata Mēḷa, ist ein religiöses Ritualtheater, das in der Umgebung der Stadt Thanjavur im südindischen Bundesstaat Tamil Nadu zu Ehren des hinduistischen Gottes Vishnu in der Sprache Telugu aufgeführt wird. Das nur von männlichen Brahmanen dargestellte Tanzdrama erzählt unter anderem die mythische Geschichte von Narasimha, dem vierten Avatara Vishnus. Bhagavata Mela lässt sich dem Namen nach ins 17. Jahrhundert zurückverfolgen. Bis Ende des 19. Jahrhunderts wurde der Stil in sechs Dörfern gepflegt, heute wird die Tradition noch bei Jahresfesten in drei Dörfern aufrechterhalten. Die Aufführungspraxis ähnelt dem klassischen Tanzstil Kuchipudi, die Tanzschritte der weiblichen Rollen sind vom Bharatanatyam übernommen. Im Unterschied zu anderen Tanztheaterformen, die sich in der zweiten Hälfte des 20. Jahrhunderts demokratisiert, für andere Teilnehmergruppen geöffnet und einem zeitgenössischen Unterhaltungsgeschmack angepasst haben, ist Bhagavata Mela seiner Tradition weitgehend treu geblieben, was einen der Gründe für den Rückgang dieses Stils ausmacht. Am bekanntesten sind die jährlichen Veranstaltungen Anfang Mai in Mellatur.

## Bedeutung
Bhagavata ist eine Ableitung des Sanskrit-Wortes bhagavan, das als Bezeichnung für Gott oder als Ehrenname für einen religiösen Lehrer verwendet wird. Im religiösen Drama steht bhagavata für einen männlichen Darsteller überwiegend brahmanischer Herkunft. Nur ihm ist erlaubt, bestimmte religiöse Zeremonien in einem Tempel zum Wohl der Gemeinschaft durchzuführen. Hierfür genießt er den Respekt der Gemeinschaft der Gläubigen. Mela, sanskrit „Versammlung“, „eine (zu einem religiösen Fest versammelte) Gruppe von Menschen“, wird als Wortverbindung Bhagavata Mela zu „eine Gruppe von brahmanischen Ritualdarstellern“ eingegrenzt. Alte regionale Tanzstile in Andhra Pradesh, die heute nur noch selten aufgeführt werden, sind Chindu Bhagavatam und Toorpu Bhagavatam.
Die Tradition, Verehrungsrituale für eine Gottheit im Tempel in Form eines Tanzdramas durchzuführen, geht dem Mythos zufolge bis in altindische Zeit zurück. Die vedischen Götter waren nicht nur von Tanzdramen angetan, sie sollen selbst die ersten Tänzer gewesen sein. Die vedischen Texte wurden gesungen oder als Dialoge in Szene gesetzt, was die Grundlage für die volkstümlichen Ritualtheater darstellte. Die religiöse Bedeutung und die ästhetische Form der Aufführungen bildeten stets eine kulturell verankerte Einheit, wobei das eine nicht getrennt vom anderen aufgefasst wurde. Seit der Einführung der westlichen Vorstellung von einer autonomen, nur ihren eigenen formalen Ansprüchen verpflichteten Kunstproduktion während der britischen Kolonialzeit, werden die religiösen Veranstaltungen und die bhagavatas danach beurteilt, welche Stellung sie zwischen einer reinen Unterhaltungskunst und der religiösen Verehrung eines Gottes (Bhakti) einnehmen. Die Gläubigen und Zuschauer in Indien beurteilen die zahlreichen unterschiedlichen Tempelaufführungen danach, inwieweit sie sich dem gesellschaftlichen Wandel anpassen und für andere Bevölkerungsschichten öffnen. Während Kuchipudi heute allen Kasten und auch Frauen offensteht, werden Bhagavata Melas gemäß der Tradition nur von Brahmanen auf Telugu und dies in einer tamilsprachigen Umgebung aufgeführt. Hier liegt einer der Gründe, die zu ihrem Niedergang geführt haben.

## Geschichte
Ein weiterer Grund für den Rückgang der Bhagavata Melas hängt mit der geschichtlich-politischen Entwicklung zusammen. Bhagavata Mela ist in der Kultur der telugusprachigen Brahmanen verwurzelt. Nach dem Zusammenbruch des hinduistischen Königreichs Vijayanagar, dessen Armee 1565 in der Schlacht von Talikota den muslimischen Truppen der Dekkan-Sultanate unterlegen war, flohen die Mitglieder der oberen Gesellschaftsschicht nach Süden, wo sie sich unter anderem in Thanjavur unter dem Schutz und mit Unterstützung der regionalen Nayak-Dynastie niederließen. Die Herrscher gaben den Neuankömmlingen fruchtbares Land und wiesen ihnen Dörfer im näheren Umkreis von Thanjavur zu, wo sie ihre eigenen brahmanischen Wohnviertel (agraharam) errichten durften. Die agraharams wurden so angelegt, dass die Hauptstraße auf einen Vishnu-Tempel an ihrem westliche Ende zuführt. Vishnuitische Kulte, die Dichtkunst auf Telugu und Sanskrit und die klassische Musik begannen in diesen Dörfern oder Ortsteilen zu blühen. Mit den Brahmanen kamen auch das aus dem Bhuta-Geisterkult an der karnatischen Westküste Indiens entstandene Yakshagana-Tanztheater und der klassische Musikstil kirtana nach Thanjavur. Die Komponisten aus Karnataka nannten sich haridasa („Sklaven von Hari“, ein Beiname Vishnus). Am Hof von Thanjavur wurde die Telugu-Literatur und die devotionale Musik der Haridasas gepflegt. Könige im 17. Jahrhundert beteiligten sich selbst an den Aufführungen. Die Lieder bereicherten darüber hinaus das Repertoire der an den Pilgerzentren gesungenen religiösen Andachtslieder (bhajans). Der Komponist und Gelehrte Govinda Dikshitar bekleidete Ende 16. und Anfang 17. Jahrhundert unter drei Nayak-Herrschern ein Ministeramt. Raghunatha (1600–1634) war als vina-Spieler bekannt. Auf ihn soll eine Vorform der heutigen Saraswati vina (auch Thanjavur vina) zurückgehen.
Yakshagana wurde im Unterschied zu Bhagavata Mela an den Höfen und außer in Telugu auch in den Sprachen Tamil, Marathi und Sanskrit aufgeführt. Vergleichbar spielten die nach Golkonda ausgewanderten Brahmanen den nach einem Dorf benannten Tanzstil Kuchipudi den dortigen Herrschern (Nawabs) vor. Das Tanzdrama hieß dort Ende des 17. Jahrhunderts Kuchipudi Bhagavatam. Gegenüber dem von männlichen bhagavatas aufgeführten Bhagavata Mela stand der Nattuva Mela, ein devotionaler Tanz der Tanzmädchen (devadasis) im Tempel, aus dem sich der Bharatanatyam entwickelte.
Ursprünglich wurde Bhagavata Mela in den sechs Dörfern Melattur (18 Kilometer nordöstlich von Thanjavur), Saliyamangalam (15 Kilometer östlich Thanjavur), Tepperumanallur (7 Kilometer östlich von Kumbakonam), Uttukadu (13 Kilometer südwestlich Kumbakonam), Sulamangalam (nordöstlich Thanjavur, nahe Papanasam) und Nallur (östlich von Papanasam) aufgeführt. Hiervon sind die ersten drei Veranstaltungsorte bis heute übriggeblieben. Bhagavata Mela wird vor allem in Mellatur gepflegt, das eine ähnliche kulturelle Entwicklung erfahren hat wie das Dorf Kuchipudi im heutigen Andhra Pradesh. Der Stil von Kuchipudi wird erstmals 1502 erwähnt, als das Reich von Vijayanagar noch blühte. Da viele Inhalte ähnlich sind, könnte Kuchipudi ein Vorläufer des Bhagavata Mela sein.
Die erstgenannten Siedlungen Melattur und Saliyamangalam hießen im 16. Jahrhundert Achyutapuram nach dem Nayak von Thanjavur, Achyutappa (reg. 1580–1614), der die ankommenden Brahmanen mit Land und Häusern versorgte. Der Name Achyutapuram wird in einer Liedzeile des Komponisten Narayana Tirtha (um 1675–1745) erwähnt, der für seine Kuchipudi-Kompositionen bekannt ist und bei seinem Besuch in Melattur einen Liedtext verfasste, in welchem das Wort vorkommt. Es gab jedoch unabhängig davon weitere Dörfer, die zu jener Zeit „Achyuta“ als Namensbestandteil verwendeten. Ein anderer Name für Melattur war Unnathapuri, abgeleitet von Unnathapurisvara, der Gottheit des Shiva-Tempels im Dorf. Die näheren Angaben zu den angesiedelten Brahmanen weichen teilweise voneinander ab. Nach einer lokal überlieferten Chronik erhielten 500 Brahmanenfamilien das Dorf Melattur im Jahr 1577. Für jede Familie standen demnach 0,6 Hektar Land und ein Haus mit Brunnen zur Verfügung. Weitere zehn solcher Einheiten waren für Komatis reserviert, eine ebenfalls telugusprachige Kaste. In Saliyamangalam soll jede Familie rund 2 Hektar (40 veli) Land erhalten haben.
Das Ende der Nayak-Dynastie von Thanjavur war 1673 erreicht, als der Nayak-Herrscher von Madurai Thanjavur einnahm. Zwei Jahre später entsandte der Sultan von Bijapur eine Streitmacht unter Führung des marathischen Generals Ekoji I., der Thanjavur eroberte und sich 1676 als erster König des marathischen Reiches von Thanjavur für unabhängig erklärte. Im 17. und 18. Jahrhundert erhielt Bhagavata Mela weiterhin Unterstützung von den Marathas, die außerdem ihre eigene Kulturtradition wie die Wechselgesänge lavani mitbrachten (die in Maharashtra im Volkstanztheater Tamasha vorkommen). Die Marathen regierten in Thanjavur bis zur mit der Doctrine of Lapse begründeten Machtübernahme durch die Britische Ostindien-Kompanie 1855. Während der Marathen-Herrschaft wird Bhagvata Mela an zahlreichen Stellen in Verwaltungshandbüchern erwähnt, angefangen mit der Feststellung, dass Sujan Bai, eine Ehefrau von Ekoji II (Tukojji, reg. 1728–1736), in der Nähe des Dorfes Dipambapuram 1735 ein agraharam habe anlegen lassen, dem sie den Namen Ekamahajendrapuram gab. Solche Landschenkungen sind bis in die erste Hälfte des 19. Jahrhunderts festgehalten. Als Bhagavata Mela wurde in dieser Zeit ein besonderer Tanztheaterstil bezeichnet, der offensichtlich eine in der Nayak-Zeit bestehende Tradition fortsetzte.
Der bedeutendste Komponist von Bhagavata Mela war Venkatarama Sastri (1743–1809 oder 1800–1875) aus Melattur. Er war ein Sohn von Gopalakrsnarya, Schüler des Sanskritgelehrten Laksmanarya und vermutlich ein älterer Zeitgenosse des berühmten karnatischen Komponisten Tyagaraja (1759–1867). Alle in Melattur aufgeführten Stücke stammen von ihm. In Saliyamangalam werden dagegen Stücke aus der Feder von Bharatam Pancanada Bhagavatalu verwendet, der in der ersten Hälfte des 18. Jahrhunderts wirkte.
Nach dem Zusammenbruch der Marathen-Herrschaft verloren die bhagavatas ihre Patrons und viele telugusprachige Brahmanen zogen aus den Dörfern weg. 1882 hörten sie aus einem nicht bekannten Grund gänzlich auf, Bhagavata Melas in Melattur zu veranstalten. 1895 gelang es Bharatam Natesa Iyer (1865–1935) aus Melattur, die Kunstform wiederzubeleben (Bharatam ist ein Namenszusatz, der etwa „Kenner des Natyashastra“ bedeutet, also der um die Zeitenwende entstandenen altindischen Musiktheorie). Er unterrichtete viele Darsteller und brachte 1917 die Bhagavata Mela-Komposition Prahlada-caritamu zur Aufführung. Um dies zu finanzieren, erteilte er außerdem Tanzunterricht für devadasis. Als er 1931 aus gesundheitlichen Gründen aufhören musste, gab es in den folgenden Jahren keine Aufführungen mehr. Der Sanskrit-Gelehrte Balu Bhagavatar (1897–1985) und V. Ganesa Iyer (1896–1989), ein Enkel Natesa Iyers, begannen 1938 die Tradition wiederzubeleben, indem sie die Organisation Melattur Sri Lakshmi Narasimha Jayanti Bhagavata Mela Natya Nataka Sangam (MLBNS) gründeten, in der in den folgenden beiden Jahren 15 Schüler unterrichtet wurden. Von 1938 bis 1940 führten sie Veranstaltungen mit auf Tamil übersetzten Versionen zweier Kompositionen auf dem Platz vor dem Vigneshvara-Tempel (Ganesha-Tempel) in Melattur durch. 1951 waren es bereits fünf einstudierte Kompositionen, die gezeigt wurden. Um Bhagavata Mela als klassische Kunstform einem breiteren Publikum präsentieren zu können, empfahl E. Krishna Iyer (1897–1968), ein Schüler von Natesa Iyer, Ausstattung, Bühne und Musik zu modernisieren. Er schrieb Artikel, in denen er für seine Vorstellungen warb und erwirkte eine finanzielle Unterstützung durch die für Musik, Tanz und Drama zuständige Sangeet Natak Akademi. Der heutige Leiter der MLBNS ist S. Natarajan, ein in Dubai arbeitender Ingenieur, der jedes Jahr für die Organisation der Veranstaltung nach Melattur reist.
Eine zweite, nach einem Streit abgespaltene Organisation für Bhagavata Mela eröffnete 1964 V. D. Swami, ein aus Melattur stammender Unternehmer, der in Madras lebte. Die Bhagavata Mela Natya Vidya Sangam (MBNVS) führt seit 1966 bis heute Veranstaltungen durch. Die beiden rivalisierenden Gruppen treten gelegentlich nacheinander am gleichen Tag auf.
Die Tradition im Dorf Saliyamangalam wird auf Bharatam Pancanada Bhagavatulu (1690–1764 oder 1676–1740), einen Zeitgenosse des Komponisten Virabhadrayya zurückgeführt. Sein Lehrer war Bharatam Kasinatha, ansonsten ist wenig über ihn bekannt. Pancanada, dem fünf Kompositionen zugeschrieben werden, soll nach einer anderen Ansicht älter als Kasinatha gewesen sein. Die Aufführungspraxis von Bhagavata Mela soll seit 1645 bestehen. Bis Anfang der 1930er Jahre wurde im Ort ein fünftägiges Frühjahrsfest (Narasimha Jayanti, auch Vasantotsavam) veranstaltet, bei dem jeden Tag eines der Stücke aufgeführt wurde. Nachdem 1934 eine Familie weggezogen und die in ihrem Haus aufbewahrte Narasimha-Maske mitgenommen hatte, konnte erst im folgenden Jahr mit einer neuen Maske und einem geänderten Programmablauf das Jahresfest wieder begangen werden. Seit den 1990er Jahren kamen nur zwei der Kompositionen zur Aufführung.
In Tepperumanallur besteht die Aufführungstradition, seit 100 Brahmanenfamilien zur Zeit des Marathenherrschers Serfoji II. (reg. 1798–1832) Land erhalten haben. Als 1941 eine Brahmanenfamilie von Chidambaram zugewandert war, konnten wieder alle zehn Kompositionen von Venkatarama Sastri aufgeführt werden. Bis 1950 dauerte das jährliche Fest mehrere Wochen, 40 bis 50 Familien beteiligten sich daran. Als 1968 die Regierung große Ländereien (inam), die den Tempelverwaltungen kostenlos zur Verfügung gestanden hatten, zurückverlangte, zogen nach und nach viele Brahmanen weg. Die Bhagavata Melas wurden weniger; von 1970 bis heute blieb die Aufführung einer Komposition pro Jahr übrig. Keine der heute im Ort lebenden Brahmanenfamilien ist telugusprachig.
In Uttukadu fand die letzte Aufführung von Bhagavata Mela 1946 statt. 1931 war die Gruppe zu einem Gastspiel in Madras aufgetreten. In Sulamangalam begann der Niedergang nach dem Tod des Festivalleiters 1943. Eine letzte große Veranstaltung, bei der 2000 Teilnehmer verpflegt wurden, konnte 1946 finanziert werden. Im Dorf Nallur lebt niemand mehr, der Kenntnis von Bhagavata Mela besitzt. Die letzte Aufführung fand vermutlich Ende des 19. Jahrhunderts statt.

## Inhalt

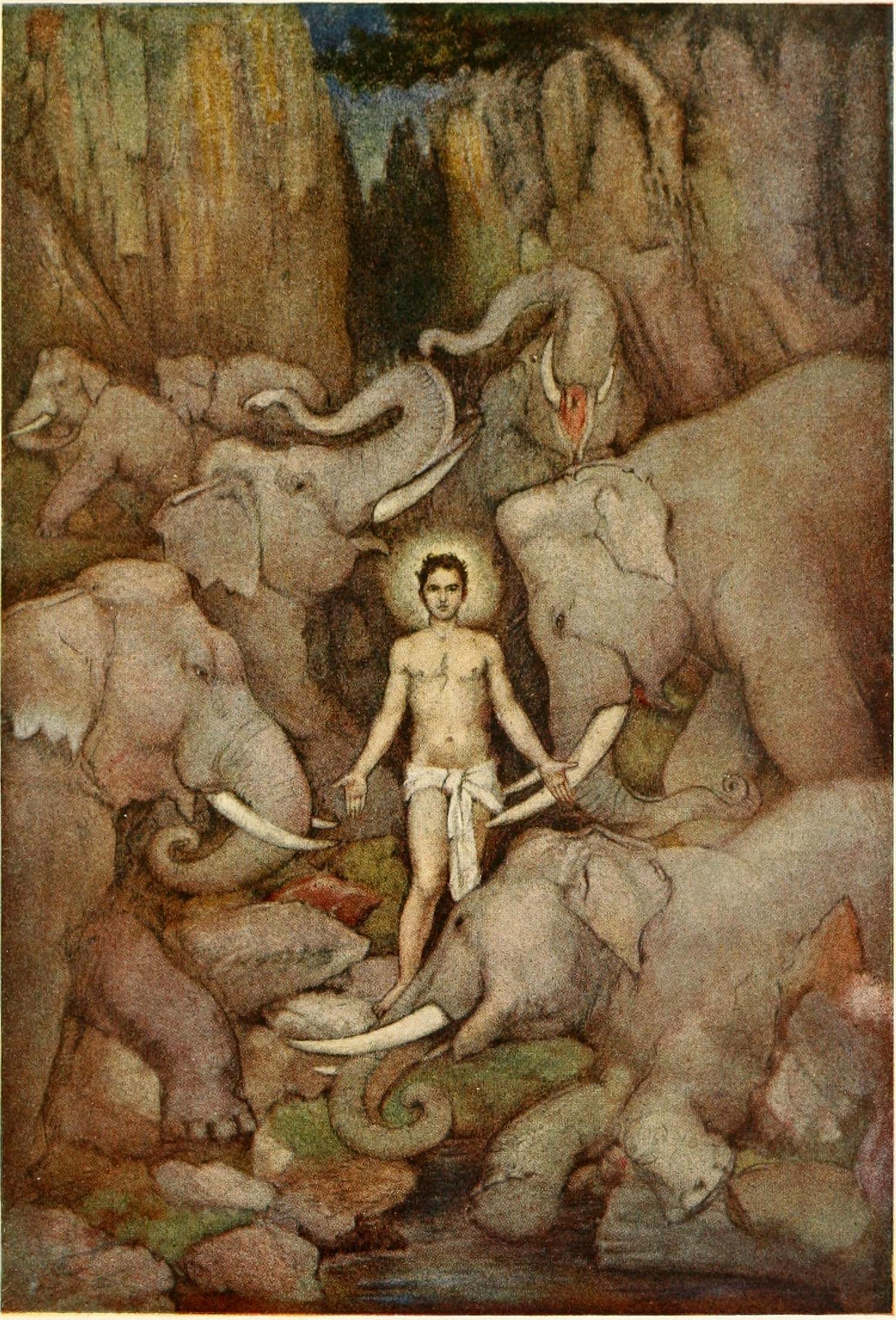
Prahlada widersteht den Elefanten. Illustration aus W. D. Monroe: Stories of India's gods and heroes, 1911

Das mythologische Thema des Bhagavata Mela gehört zu einer Form des Vishnukults, bei dem Narasimha, der vierte Avatara Vishnus in Gestalt eines Löwenmenschen im Mittelpunkt steht. Narasimha wurde wie jede seiner insgesamt zehn Erscheinungsformen auf die Erde gesandt, um die in Unordnung geratene kosmogonische Ordnung wiederherzustellen. Die mythologischen Erzählungen zu Narasimha sind im altindischen Bhagavatapurana und anderen Puranas (wie Agnipurana, Visnupurana, Vamanapurana, Matsyapurana, Devi Bhagavata und den Sthalapuranas) in unterschiedlichen Versionen aufgezeichnet. Venkatarama Sastri ist der Autor von etwa zehn Bearbeitungen dieses Stoffes, dazu zählt das am häufigsten aufgeführte Stück Prahlada-caritamu, auch Prahlada charitam („Die Geschichte von Prahlada“). Es enthält die Erzählung, Dialoge und 33 Lieder. Eine vollständige Fassung mit Notation der Lieder erschien 1965, der Text des Markandeya-caritamu wurde 1995 veröffentlicht. Narasimha steht auch außerhalb der Region im Zentrum dramatischer Aufführungen, in Odisha ist ihm mit Prahlada Nataka ein eigenes Genre gewidmet. Eine strukturell ähnliche Theaterform ist Mutiyettu in Kerala. Hier personifiziert sich der Kampf zwischen Gottheit und Dämon in der shivaitischen Göttin Bhadrakali und ihrem Gegenspieler, dem Dämon Darika.

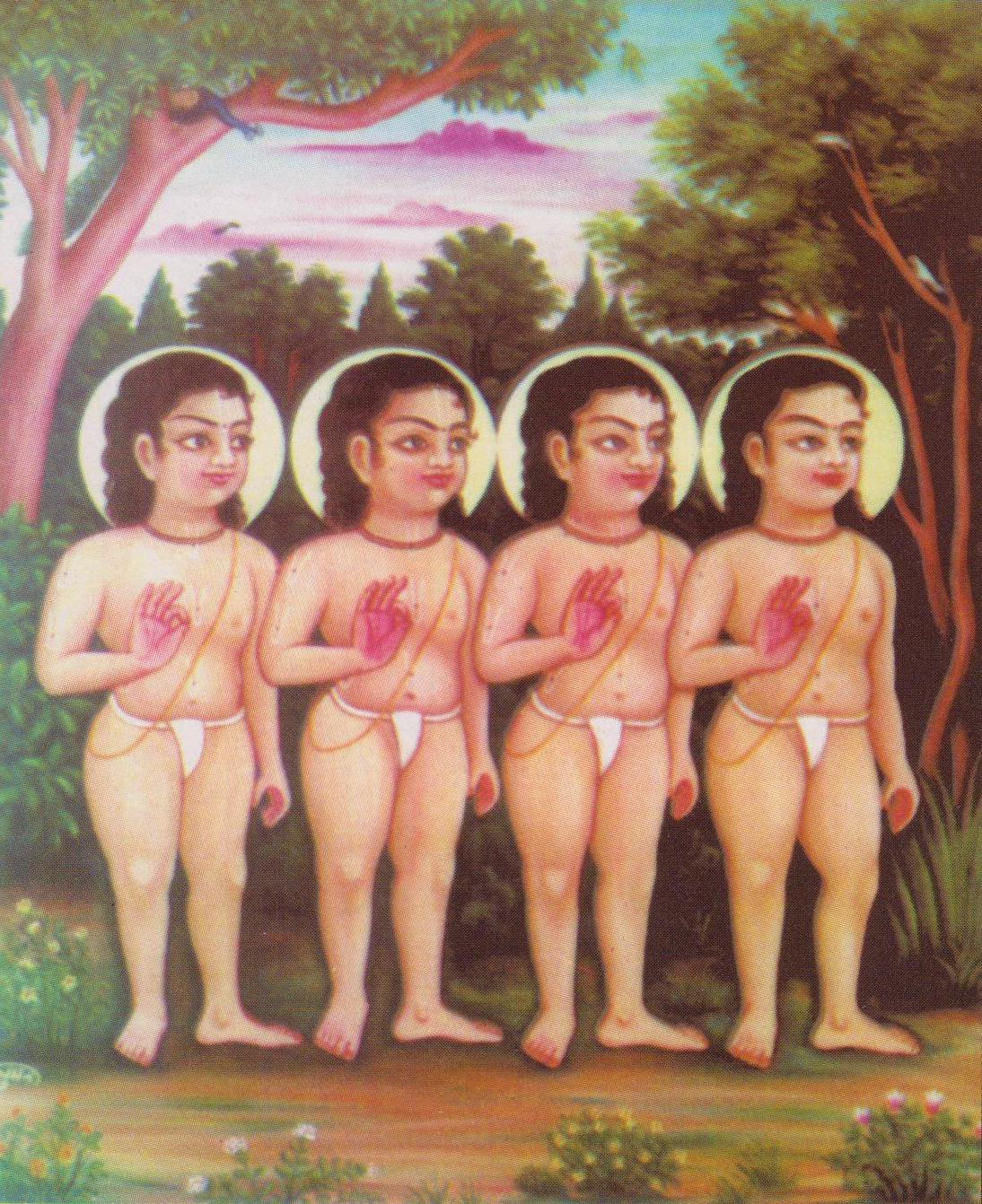
Vier Kumaras

Zunächst wird der Anlass für die Geburt Narasimhas geschildert. Die Brüder Jaya und Vijaya waren Wächter (dvarapalas) am letzten Tor zu Vishnus himmlischem Wohnort Vaikuntha, als der Rishi Sanandana mit seinen drei Brüdern kam und um Einlass bat. Die als vier Kumaras bekannten Söhne Brahmas erscheinen auf Abbildungen als nackte Kinder und mit diesem Anblick verweigern die Wächter ihnen den Zutritt. Aus Verärgerung verflucht Sanandana die beiden Wächter, auf dass sie als Dämonen (Asuras) auf der Erde geboren würden, aber mit der Zusage, sollten sie dreimal von Vishnu getötet worden sein, würden sie wieder an ihre Wächterposten zurückversetzt. Die Dämonen heißen Hiranyakashipu und Hiranyaksha. Letzterer wird von Vishnu in Gestalt des Ebers Varaha getötet, worauf Hiranyakashipu beschließt, magische Kräfte zu erlangen, um sich für seinen Bruder zu rächen und Vishnu zu töten. Brahma segnet Hiranyakashipu mit der Gabe der Unsterblichkeit, worauf dieser sich in seiner Überlegenheit sicher fühlt, zum himmlischen Herrscher aufschwingt und der ganzen Welt verbietet, weiterhin Vishnu zu verehren. Daraufhin greifen die Götter den Palast des Dämonen an und der Donnergott Indra entführt dessen Frau Lilavati. Der Rishi Narada bringt Lilavati in seiner Einsiedelei unter und unterweist sie in der Verehrung Vishnus (bhakti). Lilavati ist schwanger und gebiert den Sohn Prahlada.
Dies ist die Vorgeschichte für das nachfolgende Drama. In Prahlada und seinem Vater Hiranyakashipu personifiziert sich der Machtkampf um die Weltenherrschaft. Der Sohn verweigert dem Vater die Gehorsamkeit und wird stattdessen zu einem vorbildlichen tiefgläubigen Anhänger Vishnus. Anfangs bringt Hiranyakashipu noch vatsalya (Elternliebe) gegenüber dem Sohn zum Ausdruck, dann reagiert er – trotz Lilavatis gefühlvoller Fürsprache zugunsten des kleinen Kindes – zunehmend ablehnend und versucht, ihn von Vishnu abzubringen. Als dies nicht gelingt, quält er Prahlada, indem er ihn in ein Feuer und unter die Füße von Elefanten wirft und ihn von einer Giftschlange beißen lässt. Beschützt von Vishnu entkommt Prahlada jedes Mal. Hiranyakashipu verlangt von Prahlada einen Beweis für Vishnus Allgegenwart. Prahlada entgegnet, Vishnu sei überall gegenwärtig, sogar in jener Säule da. Der ahnungslose Hiranyakashipu zerschlägt die gezeigte Säule und heraus kommt Vishnu in Gestalt des löwenköpfigen Narasimha. Die von Brahma gewährte vermeintliche Unsterblichkeit war tatsächlich so geschickt formuliert, dass Narasimha Hiranyakashipu töten kann, ohne Brahmas Versprechung zu missachten. Das Drama um Hiranyakashipu wird in der Region Thanjavur außerhalb des Bhagavata Mela-Zusammenhangs noch in weiteren Dörfern auf ähnliche Weise als Hiranya Natakam aufgeführt.
Neben Prahlada caritamu werden in Melattur vier oder fünf weitere Dramen inszeniert. Dazu zählt Hariscandra natacamu (Sathya Harischandra), die zu Tränen rührende Leidensgeschichte des Königs Harishchandra, der durch sein wahrhaftiges Leben alle irdischen Güter verlor, bis er am Ende die Erlösung fand. Dieses Stück wird seit Ende des 19. Jahrhunderts auch in Nordindien in den volkstümlichen Unterhaltungstheatern Nautanki und Khyal aufgeführt.
Die aus diesen und anderen Stoffen gedichteten Stücke sind keine Tragödien wie im Sanskrittheater, sondern schließen mit einem Happy End. Im Prahlada caritamu schreitet am Ende das heldenhafte Götterpaar Narasimha und Lakshmi zur Hochzeit und – der Glaubensbotschaft entsprechend – wird in allen Stücken die Gottesliebe belohnt.

## Aufführungspraxis
Die Darsteller sind sämtlich Amateure, von denen viele in anderen Städten arbeiten und nur zu den Aufführungen in ihren Heimatort kommen. Die Aufführung basiert auf den theoretischen Grundlagen (natya) bezüglich Vorbereitung, Ablauf, Bühnenaufbau, Erzählform und Musik, wie sie in Bharata Munis Natyashastra formuliert werden. Demnach beginnt ein Bhagavata Mela mit einem Vorspiel (purvaranga), das eine Huldigung an die Götter darstellt, wenn auch in einer, gegenüber den altindischen Vorgaben reduzierten Form. Der Darsteller des Narasimha nimmt vor der Vorstellung ein Bad, um sich rituell zu reinigen. Er ist als einziger maskiert. Die Maske, die er auf der Bühne trägt, besitzt eine magische, potentiell gefährliche Kraft. Sie repräsentiert, auch wenn sie nicht getragen wird, eine ganze Person und wird mit entsprechender Vorsicht von ihrem Aufbewahrungsort im Tempel herbeigebracht. Der Narasimha-Darsteller beginnt mit einer komischen Rolle und gerät auf dem Höhepunkt seiner Aktion in einen Zustand der Besessenheit vom Gott, den er verkörpert. Dadurch soll es Überlieferungen zufolge bei dramatischen Inszenierungen von Narasimha, wie er Hiranyakashipu tötet, zu tatsächlich tödlichen Zwischenfällen auf der Bühne gekommen sein, weshalb die weitverbreitete Geschichte nur an sehr wenigen Orten aufgeführt wird. Das Stück Prahlada-caritamu darf nicht außerhalb von Melattur gezeigt werden. Wenn die Darsteller von Melattur in anderen Städten Gastauftritte geben, dann mit anderen Stücken. Dieses Tabu geht auf eine Begebenheit Anfang des 19. Jahrhunderts zurück, als der Marathenherrscher Serfoji II. eine Truppe aus Tepperumanallur bat, Prahlada-caritamu in Thanjavur aufzuführen. Als die Darsteller am Hof angekommen die Transportkiste öffneten, um die Narasimha-Maske herauszuholen, fanden sie darin unzählige Skorpione.
Auf dem Platz vor dem Vishnutempel am Westende des Brahmanenviertels (agraharam) wird eine Bühne (pantal) aufgebaut. Im Tempel finden Verehrungsrituale (pujas) und religiöse Gesänge (bhajana-sampradaya) statt. Die Musikgruppe nimmt am Rand der Bühne Platz. Sie besteht aus einigen Chorsängern (pinpattu), einem Violinen- oder Flötenspieler, dem Spieler der zweifelligen Trommel mridangam und dem nattuvanar (Dirigenten), der mit Zimbeln den Takt vorgibt. Die Musik basiert auf der südindischen klassischen Musiktradition. Wie im Sanskrittheater kommt dem sutradhara, dem Zeremonienmeister, der die Fäden (sutra) in der Hand hält, eine bedeutende Rolle zu. Er singt vom rechten Bühnenrand aus die Einführung und erzählt zwischendurch den Fortgang der Handlung. Die Sänger tragen die (Tanz-)Lieder (daru) vor und die Schauspieler sprechen ihre Dialoge. Männliche Schauspieler verkörpern auch die weiblichen Rollen. Hierzu gehören neben Lilavati und der Erdgöttin Bhudevi in Prahlada-caritamu die Königin Chandramati in Hariscandra natacamu und Usha in Usha parinayamu („Hochzeit der Usha“). Die meisten Stücke dauern drei bis vier Stunden, nur das Natiscandra-natacamu benötigt die ganze Nacht.
Nach dem langen Prolog des sutradhara tritt der aus dem Sanskrittheater überlieferte Narr (vidushaka) Konangi mit Spitzhut auf die Bühne. Er tanzt mit einem Schal in der Hand herum, um das Publikum einzustimmen. Im Yakshagana und Kuchipudi kommt diese Rolle nicht vor, dafür in anderen religiösen Tanztheaterstilen wie Kutiyattam oder Chhau. In vielen unterhaltenden Tanztheatern (Nautanki, Tamasha oder Mahakali pyakhan) agiert fast ständig ein Clown neben den Hauptdarstellern her. Nach Konangi tritt der elefantenköpfige Glücksgott Ganapati auf, ein Lied erwähnt ihn als auf einer Maus reitenden Gott. Ganapati ist ein Gott, der Hindernisse beiseiteräumt und daher zum Vorspiel vieler Theaterstile gehört. Für lustige Unterhaltung sorgt die Episode von Vishnu, dessen Schneckenhorn (sankha), eines seiner vier Attribute, abhandengekommen ist. Plötzlich erschallt ein durchdringender Ton vom Kailash, dem indischen Göttersitz und Weltenberg, herunter, weil Ganapati das Horn verschluckt hat. Vishnu verkleidet sich als Konangi und tanzt derart komisch vor Ganapati, bis der Elefantengott in Gelächter ausbricht und das Schneckenhorn aus seinem Mund herausspuckt. Konangi wird hierdurch zu einer Erscheinungsform Vishnus.
Die Sänger stimmen nun ein glückverheißendes Lied (todayamangalam) und ein Tanzlied (sabdam) an, bei dem sich der Held oder Gott präsentiert. Ganapati, der nun tanzt, wird häufig von einem maskierten Jungen verkörpert. Ihm folgt ein Priester, der Ganapati mit einer Puja die Ehre erweist. Es geht weiter mit einer anderen lustigen Figur, die Kattiyakkaran oder Katikamvadu genannt wird. Er ist der Sendbote des Helden, wie er in ähnlicher Funktion auch im Straßentheater Kattaikkuttu von Tamil Nadu auftritt. Hier zeigt sich ein tamilischer Einfluss auf das Bhagavata Mela. Der Kattiyakkaran verkündet in einer Mischung aus Theaterdirektor (sutradhara) und Spaßmacher (vidushaka) den Auftritt des Bösewichts Hiranyakashipu, dem seine Frau Lilavati und sein Sohn Pralahda nachfolgen. Bevor einer der Darsteller in den Dialog mit einem anderen einsteigt, führt er zunächst einen von Gesang begleiteten Eingangstanz (patra pravesa daru) auf. Dieser Kunstform, deren Musik eine bestimmte melodische Struktur (raga) und ein rhythmisches Grundgerüst (talam) zugrunde liegt, kommt eine besondere Bedeutung innerhalb der gesamten Vorstellung zu, weil hier die Charaktere eingeführt werden. Die Tanzschritte von Lilavati und der anderen weiblichen Rollen sind stilistisch vom Bharatanatyam übernommen. Zum Abschluss wird das Paar Narasimha und Lakshmi von allen Darstellern, Musikern und vom Publikum auf der Bühne verehrt. Nach Programmende begeben sich die Akteure zur Puja in den Tempel.
Der traditionsreichste Aufführungszeitpunkt ist Narasimha Jayanti, der Geburtstag Narasimhas am 14. Tag des Mondmonats Vaisakha nach dem indischen Kalender, der in die erste Hälfte des Monats Mai fällt. In Melattur organisiert die MLBNS zu diesem Anlass das etwa zehntägige Narasimha Jayanti Bhagavata Mela, bei dem an den verschiedenen Tagen außer Bhagavata Mela auch Bharatanatyam, Terukuttu, Kuchipudi und Harikatha, eine musikalisch untermalte religiöse Erzähltradition, aufgeführt werden. Der letzte Tag endet mit Anjaneya Utsavam, einer Prozession für den Affengott Hanuman, die von einem nadaswaram-Orchester angeführt wird. Bhagavata Mela soll im Umfeld dieses anspruchsvollen Programms den Rang einer klassischen Kunstform erhalten.
Die MBNVS organisiert eine ebenso genanntes jährliches Fest, das mit etwas weniger Aufwand drei oder vier Tage dauert. In dieser Zeit werden fünf Stücke des Bhagavata Mela-Repertoires auf einer anderen Freiluftbühne gezeigt. Zum Beginn der Vorstellung wird jeden Tag die Narasimha-Maske aus dem Tempel in einer Sänfte, von nadaswaram-Musik begleitet, hergebracht.
In Saliyamangalam organisieren etwa zehn Brahmanenfamilien, die im agraharam leben, das Fest an Narasimha Jayanti. Das dortige Bhagavata Mela ist bis auf eine Ausnahme noch nie außerhalb des Dorfes aufgeführt worden.